# Omar Torri
Omar Torri (Trescore Balneario, 30 marzo 1982) è un ex calciatore italiano, di ruolo attaccante.

## Caratteristiche tecniche
Centravanti alto e forte fisicamente, è abile nel gioco aereo e di sponda per i compagni.

## Carriera
Nato in provincia di Bergamo e cresciuto calcisticamente nelle giovanili del Milan, nel 2000 passa all'Alzano Virescit, club bergamasco militante in Serie C1. Qui esordisce nel suo primo campionato professionistico all'età di 20 anni, nella stagione 2001-2002.
Dopo aver collezionato 39 presenze e 4 gol con la maglia dell'Alzano, in stagioni condizionate da qualche problema fisico, nel 2003 passa alla Biellese, club di Serie C2.
Dal 2005 al 2007 gioca in Serie D, prima nel Palazzolo, poi nell'USO Calcio.
Nell'estate del 2007 viene acquistato a titolo definitivo dall'AlbinoLeffe, società con cui sottoscrive un contratto triennale. Esordisce in Serie B il 22 dicembre 2007 durante la gara AlbinoLeffe-Ascoli (0-0), sostituendo a pochi minuti dal termine l'attaccante Francesco Ruopolo.
Chiuso da Ruopolo e Marco Cellini, nel gennaio 2008 viene ceduto in prestito semestrale al Pavia in Seconda Divisione. Realizza 9 reti in 12 partite, determinanti per la salvezza del club lombardo dopo i play-out. Rientrato nell'estate 2008, viene nuovamente girato in prestito al Monza per il campionato successivo, nel quale si segnala con 12 reti.
Terminato il prestito al Monza, torna a vestire la maglia dell'AlbinoLeffe per la stagione 2009-2010. Nella prima parte di campionato viene impiegato raramente, per lasciare spazio alla coppia d'attacco titolare composta da Ruopolo e Cellini. Il 24 aprile 2010, durante la partita AlbinoLeffe-Frosinone (4-1), realizza in venti minuti la sua prima tripletta in Serie B. A fine stagione Torri totalizza 6 gol in 18 presenze. Nella stagione successiva viene impiegato con continuità, risultando con 11 reti il capocannoniere della formazione bergamasca.
Dopo un'ulteriore stagione nell'Albinoleffe, culminata con la retrocessione in Lega Pro Prima Divisione, viene ceduto prima in prestito al Lumezzane e da gennaio 2013 definitivamente al Cuneo. Nel gennaio 2014 si accasa al Real Vicenza, che lascia nell'estate successiva quando viene acquistato dal Pro Piacenza, neopromosso in Lega Pro. Dopo un avvio di stagione negativo, con un solo gol in 13 partite, nel gennaio 2015 rescinde il contratto.
Il 14 gennaio 2015 fa ritorno dopo 6 anni al Monza, con cui disputa 17 partite realizzando 3 reti sempre nel campionato di Lega Pro. Dopo essere rimasto svincolato a causa della mancata iscrizione dei brianzoli, il 13 ottobre 2015 viene acquistato dalla Virtus Bergamo, compagine di Serie D.
A gennaio 2016, già svincolato dalla Virtus Bergamo, firma per il Grosseto. Nella stagione 2016-2017 gioca nel campionato lombardo di Eccellenza al Brusaporto, per passare poi, nella stessa categoria, alla Vertovese. Nell'estate 2019 scende in Promozione accasandosi alla Pradalunghese, con la quale conquista la promozione in eccellenza nel 2022, estate in cui si trasferisce allo Sport Casazza, prima di ritirarsi definitivamente dal calcio due mesi dopo.

## Statistiche

### Presenze e reti nei club
| Stagione               | Squadra                | Campionato             | Campionato | Campionato | Coppe nazionali | Coppe nazionali | Coppe nazionali | Coppe continentali | Coppe continentali | Coppe continentali | Altre coppe | Altre coppe | Altre coppe | Totale | Totale |
| Stagione               | Squadra                | Comp                   | Pres       | Reti       | Comp            | Pres            | Reti            | Comp               | Pres               | Reti               | Comp        | Pres        | Reti        | Pres   | Reti   |
| ---------------------- | ---------------------- | ---------------------- | ---------- | ---------- | --------------- | --------------- | --------------- | ------------------ | ------------------ | ------------------ | ----------- | ----------- | ----------- | ------ | ------ |
| 2001-2002              | Alzano Virescit        | C1                     | 12         | 1          | CI-C            | 0               | 0               | -                  | -                  | -                  | -           | -           | -           | 26     | 2      |
| 2002-2003              | Alzano Virescit        | C1                     | 24+2       | 2+1        | CI-C            | 0               | 0               | -                  | -                  | -                  | -           | -           | -           | 22     | 3      |
| Totale Alzano Virescit | Totale Alzano Virescit | Totale Alzano Virescit | 36+2       | 3+1        |                 | 0               | 0               |                    | -                  | -                  |             | -           | -           | 38     | 4      |
| 2003-2004              | Biellese               | C2                     | 26         | 2          | CI-C            | 0               | 0               | -                  | -                  | -                  | -           | -           | -           | 26     | 2      |
| 2004-2005              | Biellese               | C2                     | 22         | 3          | CI-C            | 2               | 0               | -                  | -                  | -                  | -           | -           | -           | 24     | 3      |
| Totale Biellese        | Totale Biellese        | Totale Biellese        | 48         | 5          |                 | 2               | 0               |                    | -                  | -                  |             | -           | -           | 50     | 5      |
| 2005-2006              | Palazzolo              | D                      | 31         | 15         | CI-D            | 0               | 0               | -                  | -                  | -                  | -           | -           | -           | 31     | 15     |
| 2006-2007              | USO Calcio             | D                      | 20         | 14         | CI-D            | 1               | 1               | -                  | -                  | -                  | -           | -           | -           | 21     | 15     |
| 2007-gen. 2008         | AlbinoLeffe            | B                      | 1          | 0          | CI              | 0               | 0               | -                  | -                  | -                  | -           | -           | -           | 1      | 0      |
| gen.-giu. 2008         | Pavia                  | C2                     | 12+2       | 9          | CI-C            | 0               | 0               | -                  | -                  | -                  | -           | -           | -           | 14     | 9      |
| 2008-2009              | Monza                  | 1D                     | 30         | 12         | CI+CI-LP        | 0+3             | 3               | -                  | -                  | -                  | -           | -           | -           | 33     | 15     |
| 2009-2010              | AlbinoLeffe            | B                      | 18         | 6          | CI              | 0               | 0               | -                  | -                  | -                  | -           | -           | -           | 18     | 6      |
| 2010-2011              | AlbinoLeffe            | B                      | 27+1       | 11         | CI              | 1               | 2               | -                  | -                  | -                  | -           | -           | -           | 29     | 13     |
| 2011-2012              | AlbinoLeffe            | B                      | 23         | 2          | CI              | 1               | 1               | -                  | -                  | -                  | -           | -           | -           | 25     | 3      |
| Totale AlbinoLeffe     | Totale AlbinoLeffe     | Totale AlbinoLeffe     | 69+1       | 19         |                 | 2               | 3               |                    | -                  | -                  |             | -           | -           | 72     | 22     |
| 2012-gen. 2013         | Lumezzane              | 1D                     | 16         | 4          | CI+CI-LP        | 0+1             | 1               | -                  | -                  | -                  | -           | -           | -           | 17     | 5      |
| gen.-giu. 2013         | Cuneo                  | 1D                     | 8+2        | 3          | CI+CI-LP        | -               | -               | -                  | -                  | -                  | -           | -           | -           | 10     | 3      |
| 2013-gen. 2014         | Cuneo                  | 2D                     | 18         | 8          | CI-LP           | 3               | 1               | -                  | -                  | -                  | -           | -           | -           | 21     | 9      |
| Totale Cuneo           | Totale Cuneo           | Totale Cuneo           | 26+2       | 11         |                 | 3               | 1               |                    | -                  | -                  |             | -           | -           | 31     | 12     |
| gen.-giu. 2014         | Real Vicenza           | 2D                     | 9          | 3          | CI-LP           | -               | -               | -                  | -                  | -                  | -           | -           | -           | 9      | 3      |
| 2014-gen. 2015         | Pro Piacenza           | LP                     | 13         | 1          | CI-LP           | 2               | 0               | -                  | -                  | -                  | -           | -           | -           | 15     | 1      |
| gen. -giu. 2015        | Monza                  | LP                     | 16+1       | 2+1        | CI-LP           | -               | -               | -                  | -                  | -                  | -           | -           | -           | 17     | 3      |
| ott.-dic. 2015         | Virtus Bergamo         | D                      | 5          | 1          | CI-D            | 0               | 0               | -                  | -                  | -                  | -           | -           | -           | 5      | 1      |
| gen.-giu. 2016         | Grosseto               | D                      | 4+1        | 1          | -               | -               | -               | -                  | -                  | -                  | -           | -           | -           | 5      | 1      |
| Totale carriera        | Totale carriera        | Totale carriera        | 335+9      | 100+2      |                 | 14              | 9               |                    | -                  | -                  |             | -           | -           | 358    | 111    |

## Palmarès

### Club

#### Competizioni giovanili
- Torneo di Viareggio: 1

Milan: 1999